# Óscar de Pablo

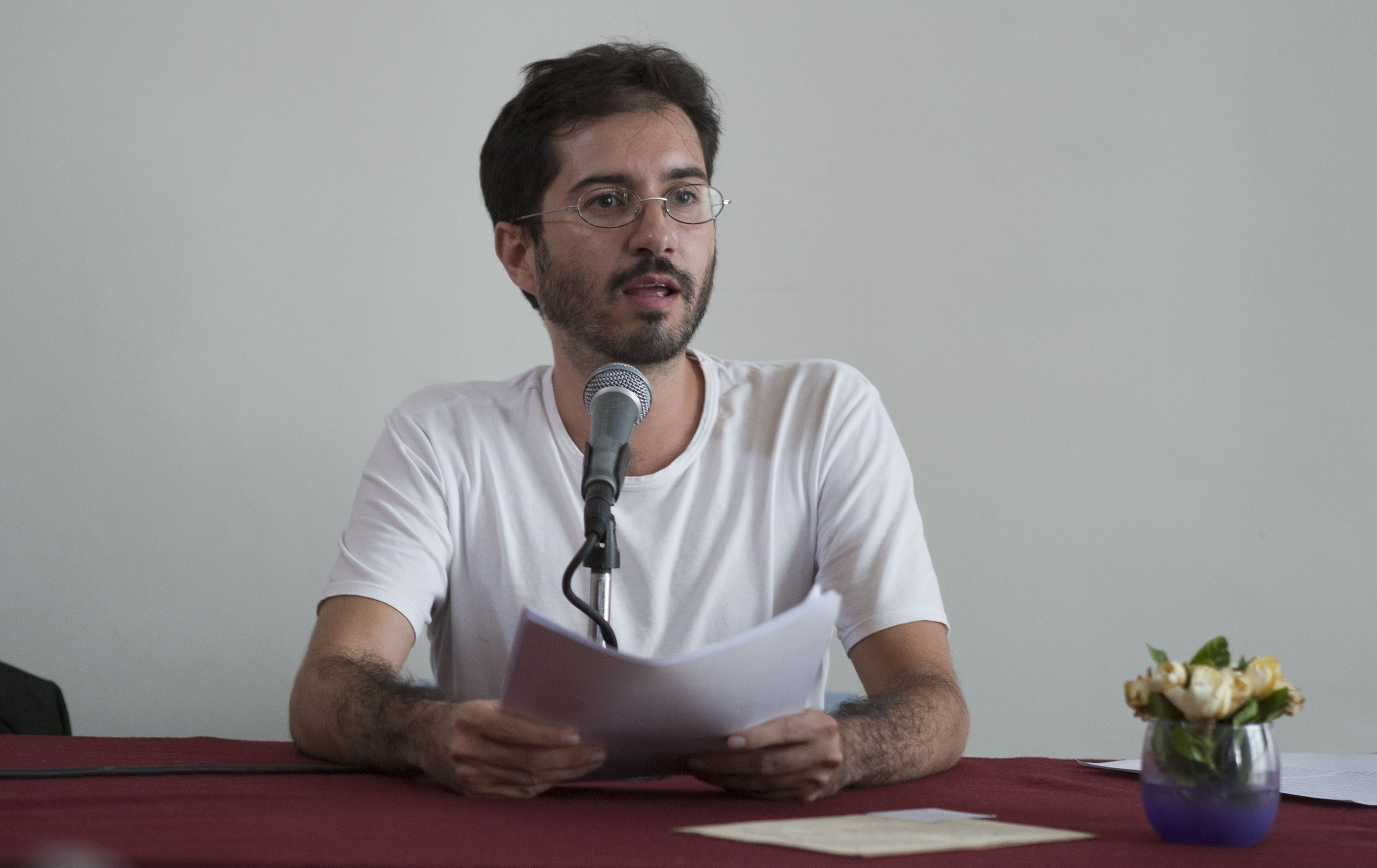
Óscar de Pablo en 2014.

Óscar de Pablo (Cuernavaca, Morelos; 1979) es un escritor mexicano especialmente conocido por su poesía y su militancia política de izquierda.

## Biografía
Nació en Cuernavaca el 22 de mayo de 1979, pero ha radicado en general en la Ciudad de México. Su hermano gemelo es el historiador Luis de Pablo Hammeken.
En 1996 comenzó a militar en el movimiento trotskista, dentro del Grupo Espartaquista de México, sección mexicana de la Liga Comunista Internacional, donde militó hasta 2006 y con el que siguió colaborando en adelante.
Siendo estudiante en la Facultad de Ciencias Políticas de la UNAM participó en la huelga estudiantil de 1999-2000. 
En 2003 empezó a dedicarse a la literatura al obtener la beca de la Fundación para las Letras Mexicanas. Ahí escribió los poemarios Los endemoniados (que trata sobre un taller de maquinado), con el que obtuvo el premio nacional de poesía joven Elías Nandino y Sonata para manos sucias (sobre la insurrección de Barcelona de mayo de 1937), con el que obtuvo el primero premio de poesía joven de la Universidad Autónoma de la Ciudad de México, posteriormente llamado "Jaime Reyes".
Entre mayo de 2006 y diciembre de 2007 impartió talleres semanales de poesía en reclusorios de la Ciudad de México. 
En febrero de 2008 empezó a coordinar el ciclo anual de lecturas Poesía para el milenio de la Feria Internacional del Libro del Palacio de Minería, junto con el poeta David Huerta (posteriormente, Huerta dejaría su puesto a Hernán Bravo Varela).
Ese otoño fue responsable, junto con Pablo Molinet, la exposición histórica Salir a la calle para entrar en la historia en el Museo de la Ciudad de México.
En 2009 ganó el premio "Alejandro Galindo" de guion cinematográfico por Soldados de Guadalupe, guion escrito junto con Marcos Villaseñor. Ese año obtuvo por segunda vez la beca de Jóvenes Creadores del FONCA.
En 2010 la revista Memoria publicó por entregas una primera versión de su trabajo La rojería. Diccionario biográfico de la izquierda socialista mexicana. 
En 2011 publicó su primera novela, El hábito de la noche, así como el poemario El baile de las condiciones, el primero de su obra poética madura. En 2013 colaboró con el artista gráfico Damián Flores para producir la plaqueta "Dioses del México antiguo. Coreografía cívica". En 2014 la Brigada para Leer en Libertad (una asociación civil de difusión de la lectura aliada al movimiento social y encabezada por el escritor Paco Ignacio Taibo II) editó para su distribución gratuita su antología temática "Sobre la luz. Poesía militante". En adelante, De Pablo siguió colaborando con la Brigada para Leer en Libertad.
En 2015 publicó el poemario "De la materia en forma de sonido", que continúa el proyecto poético iniciado en 2011 con El baile de las condiciones.
Ese año, la Brigada para Leer en Libertad publicó en forma de folleto su relato historiográfico El capitán Sangrefría–Conversación con el fantasma de Rosendo Gómez Lorenzo. 
En 2017 y 2018, la editorial independiente argentina Audisea publicó nuevas ediciones de sus poemarios El baile de las condiciones y De la materia en forma de sonido, respectivamente.
En 2018 publicó en forma de libro una versión más elaborada de La rojería. Ese mismo año, la Brigada para Leer en Libertad publicó su libro Las bolcheviques, que también sigue el esquema del diccionario biográfico.
Desde 2004 es pareja de la poeta y traductora Paula Abramo.

## Obras

### Poesía
- La otra mitad del mundo (2000)
- Los endemoniados (2004)
- Sonata para manos sucias (2005)
- Debiste haber contado otras historias (2006)
- El baile de las condiciones (2011, reeditado en Argentina en 2017)
- Dioses del México antiguo. Coreografía cívica (en colaboración con el artista gráfico Damián Flores) (2013)
- Sobre la luz. Poesía militante (2014)
- De la materia en forma de sonido (2015, reeditado en Argentina en 2018)

### Narrativa
- El hábito de la noche (2011)

### Historia
- El capitán Sangrefría (2015)
- La rojería (2018)
- Las bolcheviques (2018)

## Reconocimientos
- Premio Elías Nandino por Los endemoniados (2004)
- Premio Jaime Reyes por Sonata para manos sucias (2005)
- Premio Francisco Cervantes por Debiste haber contado otras historias (2006)
- Premio Alejandro Galindo de Guion Cinematográfico Alejandro Galindo por Soldados de Guadalupe (2009, en coautoría con Marcos Villaseñor)